# Henri Vion (évêque)
Pour l’article homonyme, voir Henri Vion.
Henri Louis Toussaint Vion, né le 11 mai 1902 à La Forêt-sur-Sèvre et mort le 7 janvier 1977 à Mormaison, est un ecclésiastique français qui fut évêque de Poitiers de 1956 à 1975.

## Biographie
Henri Vion entre au petit séminaire de Chavagnes-en-Paillers (Vendée) en 1915. Il est ordonné prêtre le 18 juillet 1926 pour le  diocèse de Luçon, puis étudie la théologie à Rome jusqu'en 1929 lorsqu'il est nommé quelques mois secrétaire de Pierre Gerlier, évêque de Tarbes et Lourdes. De 1929 à 1931, il est vicaire à la paroisse  Saint-Jean de Fontenay-le-Comte,  puis pendant quatre ans à Saint-Louis de La Roche-sur-Yon. En 1935, l'abbé Vion est nommé curé de La Caillère où il demeure jusqu'en 1942, puis il est curé doyen des Herbiers Après la Libération il est archiprêtre pendant deux ans de Saint-Louis de La Roche-sur-Yon. En 1946, l'abbé Vion dirige le grand séminaire de Luçon qui connaît un afflux important de séminaristes. 
En août 1948, il est nommé évêque coadjuteur de Édouard Mesguen, évêque de Poitiers et évêque in partibus de Gerara (de). Il est consacré par Antoine-Marie Cazaux, évêque de Luçon, le 9 novembre 1948. À cette époque, le diocèse connaît encore une période florissante avec un record de 31 ordinations en 1947. Il succède à Mesguen le 4 août 1956. C'est lui qui reçoit la relique de sainte Pezenne pour la transmettre en juin 1956 à la paroisse de Sainte-Pezenne. En 1959, il fait partie des évêques français qui constatent le fossé entre la « mentalité ouvrière » et l'Église. Il assiste aux quatre sessions du concile Vatican II.
Vion doit assumer quelques années plus tard la crise brutale post-conciliaire, lorsqu'un certain nombre de prêtres quittent leur ministère et que les séminaires se vident. Déjà en 1960, il n'y avait plus que six ordinations pour le diocèse, toutefois avec encore 566 prêtres en 1964, le diocèse était encore bien pourvu. Il doit désavouer un de ses prêtres qui s'oppose publiquement au magistère de l'Église concernant le célibat des prêtres en 1972. Vion répond avec efficacité à l'urbanisation due à l'exode rural de ces années de croissance économique; il fonde de nombreuses paroisses pour des quartiers en expansion. Il consacre évêque auxiliaire de Bayonne en 1973 François Favreau, futur évêque de La Rochelle-Saintes, puis de Nanterre, qu'il connaissait depuis longtemps et à qui il avait confié en 1957 à Poitiers la fondation du centre diocésain d'enseignement religieux et qu'il avait nommé vicaire général.
Vion prend sa retraite le 5 juillet 1975, pour raisons de santé, chez les religieuses de Mormaison. Il meurt le 7 janvier 1977. Joseph Rozier lui succède.